# Panic Button... Operazione fisco!
Panic Button... Operazione fisco! è un film del 1964, coproduzione italo-americana diretto da Giuliano Carnimeo per la versione italiana e da George Sherman per la versione americana.

## Trama
Un uomo d'affari intende risolvere i suoi problemi fiscali, non avendo pagato le tasse, cercando di evitare di pagare una grossa multa. L'unico modo per evitarla è quello di perdere molti soldi. Lui e suo fratello decidono così di produrre un lungometraggio, a parer loro, di poco valore. Il film però, invece di essere un fiasco, viene presentato alla mostra di Venezia, premiato con un leone d'oro ed è  campione d'incassi, consentendo così grossi guadagni ed il pagamento della multa.